# PZL M26 Iskierka
PZL M26 Iskierka – samolot szkolno-treningowy opracowany w WSK-Mielec w 1981 roku.
W jego konstrukcji użyto wielu elementów z samolotu PZL M-20 Mewa (skrzydła, usterzenie, podwozie, elementy awioniki pokładowej).

Iskierka jest wolnonośnym dolnopłatem, wyposażonym w chowane podwozie. Układ pilotów - tandem (kabina ucznia z przodu). Konstrukcja jest metalowa z elementami kompozytowymi.

## Historia

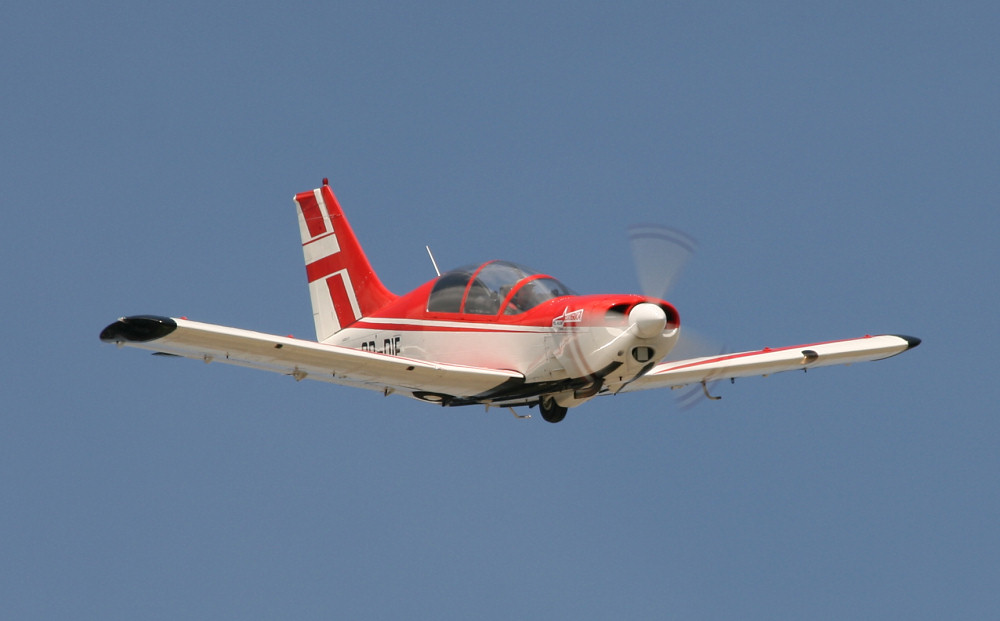
PZL M26 Iskierka

Projekt opracowany w 1981 roku pod kierownictwem mgr inż. Krzysztofa Piwka. 
Pierwszy prototyp został oblatany w lipcu 1986 roku.

W 1994 roku dostarczono 20 egzemplarzy do USA.

## Przeznaczenie
Głównym przeznaczeniem Iskierki jest trening pilotów wojskowych (szkolenie wstępne oraz selekcyjne) oraz cywilnych (szkolenie podstawowe, nawigacyjne, akrobacja lotnicza).

## Eksploatacja
Dwa samoloty M26 zostały około 2001 roku nabyte przez siły powietrzne Wenezueli.
Jeden z polskich samolotów został uszkodzony 16 czerwca 2010 roku na lotnisku w Mielcu podczas podchodzenia do lądowania.